# Cacuia (Rio de Janeiro)
Cacuia é um bairro da Zona Norte do município do Rio de Janeiro, no Brasil.
Seu IDH, no ano 2000, era de 0,859, o 43º melhor do município do Rio de Janeiro.
Seu nome é derivado da língua tupi de seus antigos habitantes e significa "mato que cai, que se desprende", de ka'a (mato) e kuî (cair, se desprender).

## História
Fica localizado na área central da Ilha do Governador e, nele, se situam a quadra da escola de samba União da Ilha, o Cemitério do Cacuia, a loja de eletrônicos Casas Bahia, além de três bancos (banco Itaú, banco Bradesco e banco Santander), a Igreja Universal do Reino de Deus, o supermercado Mundial, além do famoso Relógio do Cacuia. Faz limite com os bairros Cocotá, Jardim Guanabara, Jardim Carioca, Praia da Bandeira, Pitangueiras, Zumbi e Ribeira.
O Cacuia é um dos bairros mais movimentados da Ilha do Governador, sendo a Estrada do Cacuia uma das principais vias da ilha.